# Costa Fortuna
Costa Fortuna è una nave da crociera della compagnia genovese Costa Crociere.

## Storia
Costruita presso il cantiere navale di Sestri Ponente a Genova, è stata seguita un anno più tardi dalla gemella Costa Magica.
Costruita sulla struttura modificata della classe Destiny della Carnival Cruise Lines, è stata tenuta a battesimo il 6 novembre del 2003 da Maria Grazia Cucinotta e durante il suo viaggio inaugurale ha ospitato a bordo il soprano Katia Ricciarelli.
Nel 2015 Costa Fortuna è stata utilizzata come ambientazione di alcune scene del film di natale Vacanze ai Caraibi.
Nel 2016 è stata trasferita in Cina per operare nel mercato asiatico con Costa Victoria, Costa Atlantica e Costa Serena.
Nel febbraio 2019 è salpata da Singapore, dove alcuni ambienti sono stati sottoposti a restyling, e ha fatto rientro nel Mar Mediterraneo.
Nel maggio 2025, con il rientro nel mediterraneo di Costa Serena, ne viene annunciata la cessione alla bahamense Margaritaville at Sea, con consegna prevista nel settembre del 2026.
Il 15 luglio 2025 viene annunciato dalla nuova proprietaria Margaritaville at Sea la decisione di ribattezzare la nave, futura ammiraglia della flotta, con il nome di Beachcomber.

## Caratteristiche
L'arredamento progettato dall'architetto statunitense Joseph Farcus si ispira ai grandi transatlantici italiani del passato, a cui viene posposto il loro anno di varo: il teatro è ad esempio denominato Rex 1932, mentre uno dei bar si chiama Conte di Savoia 1932. I modelli di queste navi sono in mostra negli spazi pubblici, mentre nell'atrio erano presenti i modelli di 26 navi del passato che hanno fatto parte della flotta Costa Crociere, eliminati durante il restyling a Singapore a favore di un atrio arredato da tre vele stilizzate ed illuminate.
Le aree pubbliche sono decorate con riproduzioni di immagini pubblicitarie degli anni venti e con manifesti pubblicitari dei transatlantici Michelangelo e Raffaello.
Dispone di 1.358 cabine totali. Inoltre offre 5 ristoranti, 11 bar, 4 piscine di cui una con copertura semovente e un acquascivolo a torsione, 6 vasche idromassaggio, percorso jogging esterno, centro benessere, il già citato Teatro Rex 1932, un casinò, una discoteca, l'internet point, una biblioteca, il centro commerciale e lo Squok Club con la piscina bambini.
I suoi 13 ponti passeggeri sono dedicati ad alcuni porti internazionali:
- Ponte 1: Rio de Janeiro
  - cabine ospiti
- Ponte 2: Miami
  - cabine ospiti
- Ponte 3: Buenos Aires
  - Teatro Rex 1932, a prua
  - Atrio Costa, a centro nave
  - Ristorante Raffaello 1965, a centro nave
  - Ristorante Michelangelo 1965, a poppa
- * Ponte 4: Santos
  - Teatro Rex 1932, a prua
  - Ristorante Raffaello 1965, a centro nave
  - Ristorante Michelangelo 1965, a poppa
- Ponte 5: Genova
  - Teatro Rex 1932, a prua
  - Grand Bar Conte Di Savoia 1032, a centro nave
  - Salone Leonardo Da Vinci 1960, a poppa

- Ponte 6: Lisbona
  - cabine ospiti
- Ponte 7: Caracas
  - cabine ospiti
- Ponte 8: Vigo
  - cabine ospiti
- Ponte 9: Napoli
  - cabine ospiti
  - Lido Oceania 1932, a centro nave
  - Ristorante Buffet Cristoforo Colombo 1954, a centro nave
  - Lido Colombo 1954, a poppa
- Ponte 10: Barcellona
  - cabine ospiti
  - Lido Barcellona, a centro nave
- Ponte 11: Cannes
  - Club Salute Saturnia 1927, a prua
  - cabine ospiti
  - Ristorante Club Conte Grande 1927, a centro nave
- Ponte 12: Funchal

## Navi gemelle
- Carnival Sunshine (già Carnival Destiny)
- Carnival Sunrise (già Carnival Triumph)
- Carnival Radiance (già Carnival Victory)
- Goddess of the Night (già Costa Magica)

## Galleria d'immagini

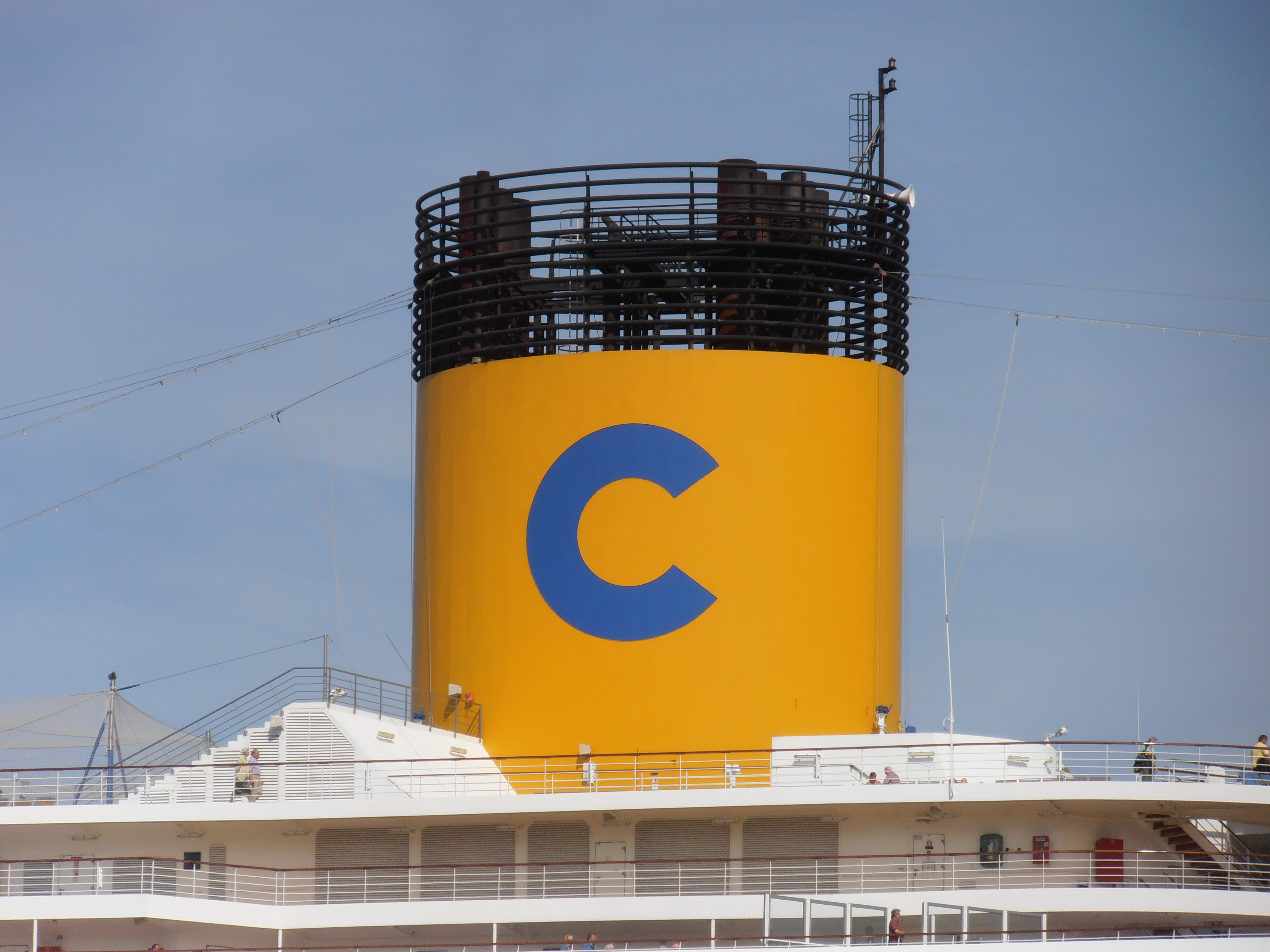
Il caratteristico fumaiolo giallo
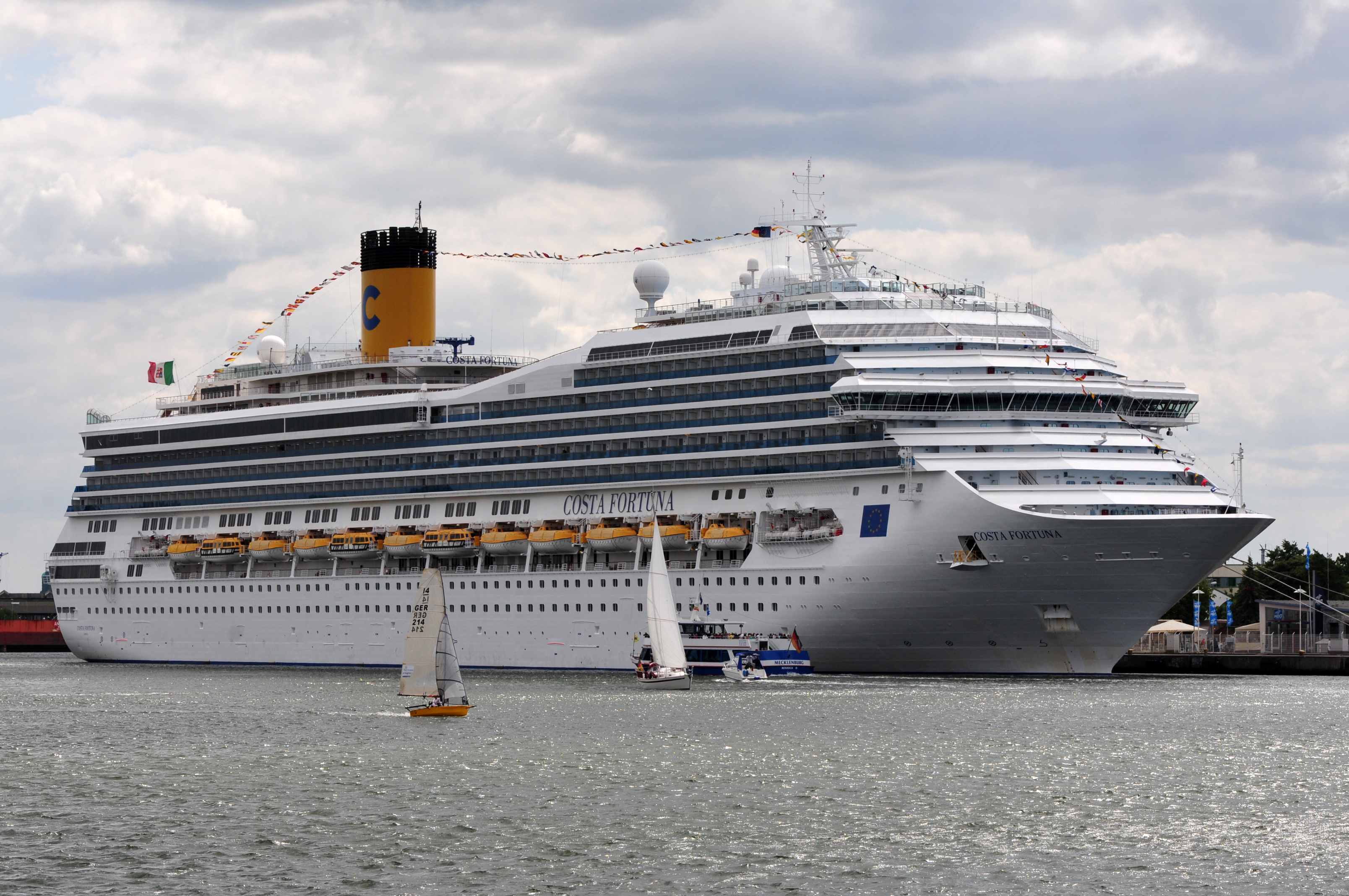
Costa Fortuna con la vecchia livrea